# Борбено мачевање
Класично мачевање, или борбено мачевање, је релативно ново као појам а односи се на савремене мачевалачке технике које су задржале технике мачевања 19. и раног 20. века.
Неки класично мачевање сматрају делом историјског мачевања, које се везује за технике националних мачевалачких школа 19. и раног 20. века. Обично се везује за италијанску и француску школу мачевања, од којих се и спортско мачевање развило.
Типични представници тих школа су Ђузепе Радаели, Масанело Парис, браћа Греко, Алдо Нађи и, његов ривал, Луцијен Гаудин.